# Chodeč (Vysoká)
Chodeč je malá vesnice, část obce Vysoká v okrese Mělník ve Středočeském kraji. Nachází se asi 1,5 kilometru severně od Vysoké. Je zde evidováno 34 adres.
Chodeč leží v katastrálním území Chodeč u Mělníka o rozloze 3,1 km².

## Historie
První písemná zmínka o vesnici pochází z roku 1352.

## Obyvatelstvo
| Rok            | 1869 | 1880 | 1890 | 1900 | 1910 | 1921 | 1930 | 1950 | 1961 | 1970 | 1980 | 1991 | 2001 | 2011 | 2021 |
| -------------- | ---- | ---- | ---- | ---- | ---- | ---- | ---- | ---- | ---- | ---- | ---- | ---- | ---- | ---- | ---- |
| Počet obyvatel | 193  | 206  | 224  | 223  | 193  | 171  | 160  | 127  | 112  | 89   | 71   | 67   | 53   | 50   | 64   |
| Počet domů     | 30   | 32   | 34   | 34   | 34   | 31   | 34   | 34   | 34   | 29   | 25   | 34   | 35   | 35   | 34   |

## Obecní správa
Při sčítání lidu v letech 1850–1960 Chodeč byla samostatnou obcí v okrese Mělník. Od 1. července 1960 je částí obce Vysoká v okrese Mělník.

## Pamětihodnosti
- Na oboře – přírodní památka, zachovalé travnaté a křovinaté stráně